# 普遍救済論

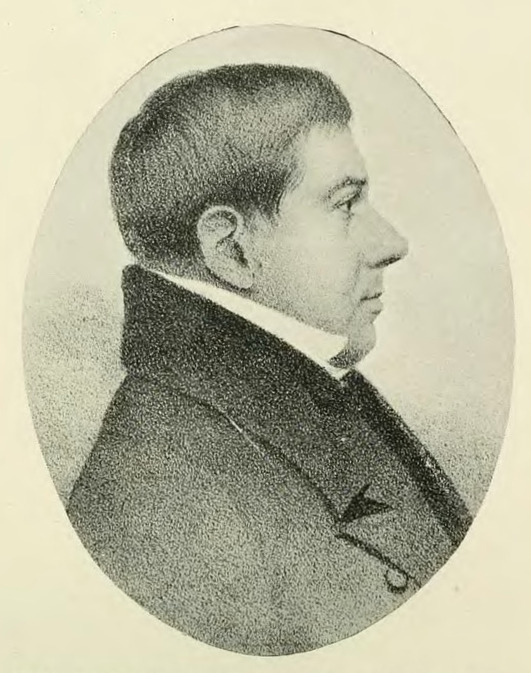
トーマス・ウィットモア牧師 26歳頃

普遍救済論（ふへんきゅうさいろん、英語: Christian universalism）は、普遍的和解の教義、すなわちすべての人間は最終的に救われ、神との正しい関係に回復されるという見解を中心に据えたキリスト教神学の一教理である。「普遍的救済論」と「キリストによる普遍的和解への信仰または希望」は同義語として理解することができる。キリスト教におけるユニバーサリズム(universalism) の日本語訳には普遍的救済論の他に普遍的救済説や万人救済説、万人帰神説がある。
Christian universalism（普遍的救済論）という用語は、1785年9月14日に最初のアメリカのユニバーサリスト教会の一つを設立したアダムス・ストリーターの子孫であるラッセル・ストリーターによって1820年代の「クリスチャン・インテリジェンサー誌」で使用された。普遍的救済論者の中には、初期キリスト教（6世紀以前）ではこれがキリスト教の最も一般的な解釈であったと主張する人もいる。
正式なキリスト教教派としての普遍的救済論は、18世紀後半にアメリカ・ユニバーサリスト教会によって始まった。普遍的救済論者を統一する単一の教派はないが、いくつかの教派は普遍的救済論の原則のいくつかを説いたり、それらに門戸を開いていた。1961年にアメリカ・ユニバーサリスト教会は、1825年発足のアメリカ・ユニテリアン協会と合同してユニテリアン・ユニバーサリスト協会を結成した。

## 信念
普遍的救済論者のトーマス・ウィットモア(英語版)（1861年没）は著書『普遍的救済論へのわかりやすいガイド』の中で、「普遍的救済論者を区別する感情は、最終的には人類の一人ひとりが神聖で幸福になるというものである。これは彼らの信仰のすべてではなく、単に彼らに特有であり、彼らを世界の他の人々と区別するその特徴にすぎない」と書いている。
普遍的救済論の残りの中心的信念は、キリスト教全般と両立する。
- 神はすべての人々の愛情深い親である（神の愛(英語版)を参照）。
- イエス・キリストは神の性質と性格を明らかにし、人類の精神的指導者である（新約聖書を参照）。
- 人類は、死によって終わることのない不滅の魂(英語版)、あるいは神によって復活および/または保存される死すべき魂(英語版)を持って創造され、神はそれを完全に滅ぼすことはない[11]。
- 罪(英語版)は、罪人にとってこの世でも来世(英語版)でも悪い結果をもたらす。

1899年、後にアメリカ・ユニバーサリスト教会と呼ばれることになったユニバーサリスト・ジェネラル・コンベンション (Universalist General Convention) は、神への信仰、イエス・キリストへの信仰、人間の魂の不滅、罪深い行為には結果が伴うこと、そして普遍的な和解という5つの原則を採択した。

## 地獄についての見解
普遍的救済論者は地獄が存在するかどうかについて意見が分かれている。しかし、地獄が存在するとしても、そこでの罰は矯正的かつリメディアルなものであり、永久に続くものではないという点では一致している（リメディアル＝更生的、是正的）。

### 煉獄の地獄と教父の普遍的救済論
初期の教父たち、特にアレクサンドリアのクレメンス、オリゲネス、ニュッサのグレゴリオスなどのギリシャ語圏の教父たちの説・信念によれば、救われない者は地獄に落ちるが、主要な聖典によれば地獄は治療的なもの（永遠でも純粋な報復でもない）であり、浄化または改心の後にはすべての人が天国に入るとされている。
4世紀のキリスト教神学者で司教のタルソスのディオドロス(英語版)は次のように書いている。「悪人に対しては罰が下されるが、それは永久的なものではない。彼らのために用意された不死が不利にならないようにするためである。彼らは、その行為における悪意の量に応じて短期間浄化される。したがって、彼らは短期間罰を受けるが、終わりのない不滅の祝福が彼らを待っている。…彼らの多くの重大な罪に対して課される罰に対し、彼らに示される慈悲の大きさの方が、それらをはるかに大きく超えている。」
初期教父史の学者イラリア・ラメッリ(英語版)は、「一部の人々にとって、普遍的救済は、オリゲネス（185年頃-253/54年）が異教の哲学からキリスト教に持ち込んだ異端の考えである」と書いている。ラメッリは、この見解は誤りであり、すべての人が救われると最初に宣言したのはキリスト教神学者であり、その理由はキリストへの信仰に根ざしていたと主張している。
正教会の神学者デイビッド・ベントレー・ハート(英語版)は、キリスト教の最も初期の著作、神学の伝統、聖書、論理に基づいて、神がすべての善なる創造主であるならば、神は間違いなくすべての人々の救世主であると主張している。彼は著書『すべての人は救われる』の中で、一部またはすべての人々が永遠の罰を受けると信じる学派の反対者を「地獄論者」と呼んでいる。

### キリスト教の歴史における永遠の地獄
普遍的救済論者は、永遠の地獄の教義はキリストの教えにも初期の教会にも存在せず、後から付け加えられたものだと主張している[自費出版の情報源? ]。神学者エドワード・ビーチャー(英語版)によると、最初の4世紀には6つの主要な神学派があり、そのうちの1つだけが永遠の地獄という考えを主張していた。

#### 地獄が永遠であるという考えの起源
普遍的救済論者は、ギリシャ語の αιών（アイオーン、時間軸のひとつの時代）の誤訳が永遠の地獄という考えを生み出したと指摘している。ケン・ヴィンセント博士は「（アイオーン）がラテン語のウルガタ訳に翻訳されたとき、アイオーンは「永遠の」を意味するaeternam になった」と書いている。また、永遠の地獄という考えの最初の文書記録はラテン語で書いたテルトゥリアヌスによるものだとも述べている。
地獄は永遠であるという考え方の2番目の主要な源泉は、4世紀の神学者アウグスティヌスである。著者のスティーブ・グレッグによると、テルトゥリアヌスの著作と、アウグスティヌスの永遠の地獄に関する見解と著作が、一時的な地獄という他の見解を「圧倒」したという。まず、アウグスティヌスの地獄の見解は初期のラテン教会で受け入れられ、宗教改革まで、地獄を永遠とするアウグスティヌスの見解は疑問視されなかった。

#### ギリシャ語「アイオーン」の誤訳
「時代」や「時間」という意味を持つ aion という単語について、19世紀の神学者マーヴィン・ヴィンセントは次のように書いている。
アイオーンは、音訳すると「エオン aeon」となり、始まりと終わりがあり、それ自体で完結する、より長いまたはより短い期間である。アリストテレス (『天体論』peri ouranou, i. 9,15) は、「人の生涯全体を含む期間は、各人のエオンと呼ばれる」と述べています。したがって、これはしばしば人の生涯を意味します。たとえば、ホメロスでは、人の命 (アイオーン) は、その人を離れる、または消滅すると言われている (イリアス v. 685、オデュッセイア v. 160)。ただし、これは人間の生涯に限定されるものではなく、キリスト以前の時代、千年期、歴史の始まりの前の神話の時代など、出来事の過程におけるあらゆる期間を意味する。

形容詞 aionios も同様に時間の概念を伝える。名詞も形容詞も、それ自体では無限または永遠という意味を持っていない。その意味は、その含意によって獲得される可能性がある。一方、永遠を意味する aidios は、ユダの手紙 6節では特定の時点に限定された意味を持つ。aioniosは、一定期間にわたって持続する、または一定期間に関連することを意味する。名詞と形容詞はどちらも、限られた期間に適用される。

一時的または物質的な事物に習慣的に適用される言葉は、それ自体に無限の意味を持つことはできない。神に適用される場合でも、私たちはアイオニオスを永遠にするとは限らない。もちろん神の命は無限である。しかし、問題は、神をアイオニオスと表現する際に、それが神の存在の持続性を表現することを意図していたのか、それとも何か別の、より大きな考えが考慮されていなかったのかである。

#### 永遠の地獄という考えに対する反論
作家トーマス・タルボットは、永遠の地獄や一部の魂が滅ぼされるという考えを信じるならば、すべての存在を救うことが神の願いであるという考えを捨てるか、神はそれを望んでいるが「この問題に関して神の意志をうまく達成し、神自身の願望を満たすことはできない」という考えを受け入れる必要があると述べている。
作家のデイビッド・バーンフィールドは、神は人が死んだ後も伝道を続けるという死後観を擁護している（歴代誌上16:34、イザヤ書9:2、ローマ書8:35–39、エペソ書4:8–9、ペテロ第一3:18–20、4:6）。

## 歴史
『新シャフ・ヘルツォーク宗教知識百科事典』（1912年）によれば、キリスト教史の最初の500年間に少なくとも6つの神学派の記録がある。これらの派のうち4つは普遍的救済論派（アレクサンドリア、アンティオキア、カイサリア、エデッサ・ニシビスにそれぞれ1つずつ）、1つは条件付きの不死を説き（エフェソス）、最後の1つは永遠の地獄を説いた（カルタゴまたはローマ）。しかし、この百科事典は、ほとんどの現代の学者がこれらの初期の派を普遍的救済論者として分類することに異議を唱えるだろうとも指摘している。
初期のアメリカ普遍的救済論の重要人物は、フランス人ユグノー(英語版)説教師で医師のジョージ・ド・ベネヴィル(英語版)（1793年没）である。彼は普遍的救済論を唱えたために投獄され、後にペンシルベニアに移住してそこでもこのテーマについて説教を続けた。ベネヴィルはネイティブアメリカン(英語版)
との友好的で敬意ある関係と、時代をはるかに先取りした多元的(英語版)かつ多文化的精神的真実の見方で知られた。彼の最も重要な業績の1つは、アメリカで印刷された最初のドイツ語聖書であるザウアー聖書の制作に協力したことである。この聖書のバージョンでは、普遍的和解を説く箇所は太字でマークされている。
その他の重要な初期近代キリスト教ユニバーサリスト指導者には、煉獄での期間の後にすべての魂が普遍的に救済されることを説く数冊の本を著したバプテスト派の説教者エルハナン・ウィンチェスター(英語版)（1797年没）、フィラデルフィアで最初のユニバーサリスト教会を設立し、サウスカロライナで奴隷にされたアフリカ系アメリカ人に奉仕する教会を設立した人物、ニューイングランドのユニバーサリスト説教者で作家のホセア・バルー(英語版)（1852年没）、クエーカー教徒出身の作家で伝道者で、ホーリネス運動や女性参政権運動、禁酒運動に積極的に参加したハンナ・ウィットール・スミス(英語版)（1911年没）がいる。
1889年にチャールズ・フィルモアとマートル・フィルモアによって設立されたユニティ・スクール・キリスト教(英語版)は、神の完全な善良さ、人間の神性、神が人々を地獄に送るという伝統的なキリスト教の信仰の否定など、いくつかの普遍的救済論信仰を教えてきた。
20世紀初頭、アパラチア地方の原始バプテスト派(英語版)の一部が普遍的救済論の考えを唱え始めた。1924年までにこれらの教会は分裂し、原始バプテスト・ユニバーサリスト(英語版)を形成した。彼らはしばしば「地獄を捨てる者」として知られ、生きている間に神から切り離され、一時的な罰を受けることだけが地獄であると信じている。

アメリカユニバーサリスト教会のロゴ

アメリカ・ユニバーサリスト教会は20世紀初頭から中頃にかけて徐々に衰退し、1961年にアメリカ・ユニテリアン協会と合併して、キリスト教神学のみを公式に支持しない現代のユニテリアン・ユニバーサリスト協会(英語版)を設立した。キリスト教のユニバーサリズムは、ユニバーサリスト教会が独立した宗派として消滅するとともに、その後数十年間はほとんど忘れ去られた。しかし、ユニテリアン・ユニバーサリスト・クリスチャン・フェローシップ(英語版)は、ユニテリアン・ユニバーサリストの伝統を持つキリスト教徒と、ユニテリアン主義とユニバーサリズムに関心を持つリベラルなキリスト教徒のための組織として存続している。
1940年代から 1950年代にかけての後の雨運動(英語版)に関わったペンテコステ派出身のキリスト教徒の中には、ユニバーサリスト教会の伝統とは別に、独自に普遍的救済論の思想を信じるようになった者もいた。彼らは普遍的和解と神化の教えを強調した。これらの思想は、1950 年代から 1980 年代にかけて主にニュースレターや巡回伝道者を通じて広まり、通常は普遍的救済論という用語で識別されることはなかった。カリスマ派の伝統の中で出現したこれらの信念を代表する唯一の重要な組織は、1944年に設立された牧師と家庭教会の緩やかな組織ネットワークである家庭伝道教会であった。[出典が必要]
2007年、普遍的救済論の復活を推進するエキュメニカル組織として、さまざまな宗派の牧師13人によってユニバーサリスト協会が設立された。

### 普遍的和解と前近代キリスト教
イェール大学の哲学教授キース・デローズは、キリスト教の聖書には普遍的和解を示唆する節と、一部の人々の破滅や永遠の罰を示唆する節があると指摘している。聖書だけを見れば、普遍的救済論は聖書に基づいているだけでなく、破滅や永遠の罰の立場よりも強力な聖書的裏付けがあると彼は主張する。初期キリスト教徒と同様に、彼は煉獄地獄を指摘している。これは、一部の人々にとって、一見すると相違点を和解させる方法として必要となる、罪を一時的に浄化する場所である。

## 現代の類型
現代の普遍的救済論には、福音主義的普遍救済論、カリスマ的普遍救済論、リベラル派普遍的救済論の 3つの一般的なタイプがあり、これらが単独で、または互いに組み合わさって、存在し識別可能な普遍的救済論の信念と実践の大部分を説明する。

### 福音主義的普遍救済論
正統派または伝統的なプロテスタントキリスト教の教義から最も逸脱していない普遍的救済論のタイプは、福音派普遍的救済論であり、聖書的普遍救済論または三位一体派普遍的救済論(英語版)とも呼ばれる。福音派普遍的救済論者は、地獄の教義を除いて、ほとんどの神学上または教義上の問題に関して保守的な立場をとっており、地獄の教義に関しては、永遠の苦しみの代わりに普遍的和解を主張する。彼らは、普遍的救済論の根拠として、全人類の罪に対するイエス・キリストの代償的贖罪(英語版)を強調する傾向がある。
2006年、主流の福音派の人物が「グレゴリー・マクドナルド」というペンネームで『福音派の普遍的救済論者』(The Evangelical Universalist) という本を出版した。 2008年にはこれがきっかけでフォーラムが設立され、「グレゴリー・マクドナルド」とトーマス・タルボットが福音派の普遍的救済論と関連する話題について議論した。福音派の普遍的救済論者は、その信念の大部分を福音主義と改革派神学に由来している。彼らの多くは福音派キリスト教の背景を持っているが、この運動に共感したり、それにとどまろうとしたりするかもしれないし、そうでないかもしれない。
福音派ユニバーサリストの中には、自分たちの信念を説明する際に「ユニバーサリズム」という言葉を使うのを避ける者もいる。おそらく、保守的なキリスト教徒の間でこの言葉が持つ否定的な意味合いのためだろう。福音派ユニバーサリストの間で使われている代替用語には、「より大きな希望」や「祝福された希望」、そして「勝利の福音」などがある。

### カリスマ的普遍救済論
カリスマ運動やペンテコステ派のバックグラウンドを持つキリスト教徒の中には、「カリスマ的普遍救済論」とも呼べる普遍的救済論のバージョンを発展させた者もいる。カリスマ的普遍救済論者は通常、自分たちの神学を「普遍的救済論」とは呼ばず、自分たちの特定の信念を「和解」（普遍的和解の略語、アポカタスタシスの教義）や「子であること」（「明白な子であること」の略語、「神化」の教義の変形）という用語で呼ぶことが多い。 「仮庵の祭り」 という用語は、一部のカリスマ的普遍救済論者によって、ペンテコステ派以降の精神的伝統を表す用語として使われており、このユダヤ教の祭りを、神とのより完全な知識と関係、そして人類に対する神の計画の理解への入り口として象徴的に解釈していることを反映している。
カリスマ的普遍救済論は、神化を強調していることが特徴である。キリストの再臨は、イエスの人格の文字通りの再臨ではなく、「顕現した神の子」である完全な人間の集団であるという考え方である。これらの子らは、間もなく来る時代（千年王国説の一種）に地上を統治し、他のすべての人類を罪から完全なものへと変えるという考えである。そして、それは、神の絶対的な主権、人間の自由意志の不在または厳しい制限、そして神の普遍的和解の計画の必然的な勝利であるとする。
多くのカリスマ的普遍救済論者は家庭教会で集会を開いたり、教会に所属していない。カリスマ運動の中に普遍的救済論が思想として存在している証拠のほとんどは、非公式に相互にネットワーク化された多数のインターネットベースのミニストリーの中に見出される。

### リベラル派普遍的救済論
リベラル・キリスト教ユニバーサリストには、主流プロテスタント教派のメンバー、ニューエイジやニューソート運動の影響を受けた人々、新興教会運動の人々、イエスを主な精神的指導者として信仰し続けているユニテリアン・ユニバーサリスト、および他の宗教的背景を持つキリスト教徒が含まれる。
リベラル派普遍的救済論は、神の包括的な愛を強調し、他の形態の普遍的救済論の姿勢と比較して、非キリスト教の精神的伝統に真実と価値を見出すことによりオープンである傾向があるが、一般的にはキリスト中心主義を維持している。 福音派の普遍的救済論とは対照的に、リベラル派普遍的救済論は、聖書を神の啓示を含む不完全な人間の文書と見なし、必ずしも三位一体論的ではなく、イエスの磔刑の見解において血の贖罪の神学を軽視または拒否することが多い。 一部のリベラル派普遍的救済論者は、汎神論やプロセス神学などの神秘主義哲学、魂の前在と輪廻転生などのグノーシス主義またはニューエイジの考え、引き寄せの法則などのニューソートの考えを信じている。
ユニテリアン・ユニバーサリスト・クリスチャン・フェローシップ(英語版)は、リベラル・クリスチャン・ユニバーサリスト、特にユニテリアン・ユニバーサリスト協会(英語版)に所属する人々の組織である。ユニティ教会(英語版)は、ユニバーサリストの信念を教えるリベラル・キリスト教教派である。
リベラルカトリック教会は普遍的救済を信じている。信仰箇条の中で、次のように宣言している。「私たちは、神が愛であり、力であり、真実であり、光であり、完全な正義が世界を支配し、神の子らは皆、どんなに遠くに迷い出ようとも、いつの日か神の足元にたどり着くと信じます。」

### ハイブリッドタイプ
2023年11月に亡くなる前、元ペンテコステ派のカールトン・ピアソン(英語版)主教は、カリスマ派とリベラル派の普遍的救済論を融合させた教えと信念を持つ「包摂の福音」を推進していた。リベラル派キリスト教教派である米国キリスト教連合教会の牧師であるピアソンは、ペンテコステ派やカリスマ派のキリスト教の思想と実践を信じ続けた。ピアソンは、ニューエイジとニューソートの教えを彼のメッセージに取り入れた。ピアソンは、2004年にキリスト教のペンテコステ派とカリスマ派の仲間から異端者と宣言された。
ブライアン・マクラーレン(英語版)は、普遍的救済論の考えに共感を抱いているが、それを受け入れるわけではない新興教会運動のキリスト教指導者である。
レストレーション・ネイション会議に関係する多くの牧師や伝道師は、福音派とカリスマ派の両方の伝統から影響を受けた普遍的救済論者である。 注目すべき例の1つは、ジョージア州（米国）の牧師で、ラーニング・チャンネルの2006年のリアリティ番組シリーズ「メッセンジャーズ」のファイナリストだったロバート・ラザフォードである。 もう1つの例は、アーカンソー州ノース・リトル・ロックの独立カリスマ・バプテスト派牧師であるディック・キングで、彼の教会は2004年に南部バプテスト連盟(英語版)を脱退した。

### 現代の支持者
2004年にカールトン・ピアソン主教がユニバーサリズムに改宗し、その後アフリカ系アメリカ人ペンテコステ派主教合同会議によって破門されたことで、ピアソンの人気と著名人としての地位により、キリスト教ユニバーサリズムはメディアの注目を集めるようになった。
2007年以来、ユニバーサリスト協会は、米国およびその他の国々で普遍的救済論を信じる30人以上の牧師を任命してきた。
2024年、フランシスコ教皇は「私がこれから述べることは信仰の教義ではなく、私自身の見解です。私は地獄は空っぽであると考えたいです。そうであることを願っています」と述べた。普遍的救済の考えの支持者の1人であるポーランドのグジェゴシュ・リス(英語版)枢機卿は、2024年9月26日のインタビューで、「[...] どの宗教を信仰しているかに関係なく、あるいはまったく信仰していないかどうかに関係なく、すべての人は主イエスの死、復活、昇天によって救われる」と主張した。

### 意見の相違
普遍的救済論者の間で意見が合わない宗教的問題は数多くあり、神学的な背景や宗派の伝統によって異なる。例としては次のようなものがある。
- 贖罪に関するさまざまな見解
- 非キリスト教徒は他の手段によって救われるのか（包括主義）、それともイエス・キリストの主権を信じる告白をした後にのみ救いが起こるのか（排他主義）。